# Радошина
Радошина (слч. Radošina) насељено је мјесто са административним статусом сеоске општине (слч. obec) у округу Топољчани, у Њитранском крају, Словачка Република.

## Становништво
| Година:    | 1994. | 2004.   | 2014.   | 2024.   |
| ---------- | ----- | ------- | ------- | ------- |
| Број људи: | 2025  | 1975    | 1963    | 1855    |
| Разлика:   |       | -2,46 % | -0,60 % | -5,50 % |

| Година:    | 2023. | 2024.   |
| ---------- | ----- | ------- |
| Број људи: | 1862  | 1855    |
| Разлика:   |       | -0,37 % |

Према подацима о броју становника из 2011. године насеље је имало 2.017 становника.